# Ло-Ренинге
Ло-Ренинге (на нидерландски: Lo-Reninge) е град в Северозападна Белгия, окръг Диксмойде на провинция Западна Фландрия. Населението му е около 3300 души (2006).